# Marie-Thérèse Naessens
Pour les articles homonymes, voir Naessens.
Marie-Thérèse Naessens est une ancienne cycliste belge, née le 12 mai 1939 à Kruishoutem.

## Palmarès sur route
- 1960
  - 5e du championnat du monde de cyclisme sur route
- 1961
  - 6e du championnat du monde de cyclisme sur route
- 1962
  -  3e du championnat du monde de cyclisme sur route
- 1964
  - 3e du championnat de Belgique sur route
- 1965
  - 2e du championnat de Belgique sur route

## Palmarès sur piste

### Championnats du monde
- 1960
  -  Championne de Belgique de la vitesse
  -  Championne de la poursuite
  -  2e du championnat du monde de poursuite
- 1961
  -  Championne de Belgique de la vitesse
  - 2e du championnat de Belgique de la poursuite
  -  3e du championnat du monde de poursuite
- 1962
  -  Championne de Belgique de la vitesse
  -  Championne de la poursuite
- 1963
  -  Championne de Belgique de la vitesse
  - 2e du championnat de Belgique de la poursuite
- 1964
  -  Championne de la poursuite
  - 2e du championnat de Belgique de la vitesse
- 1965
  - 2e du championnat de Belgique de la vitesse
  - 3e du championnat de Belgique de la poursuite